# Fredrik Runstedt
Denna artikel behandlar färgaren Fredrik Runstedt. För psalmboksförfattaren Axel Fredrik, se Axel Fredrik Runstedt.

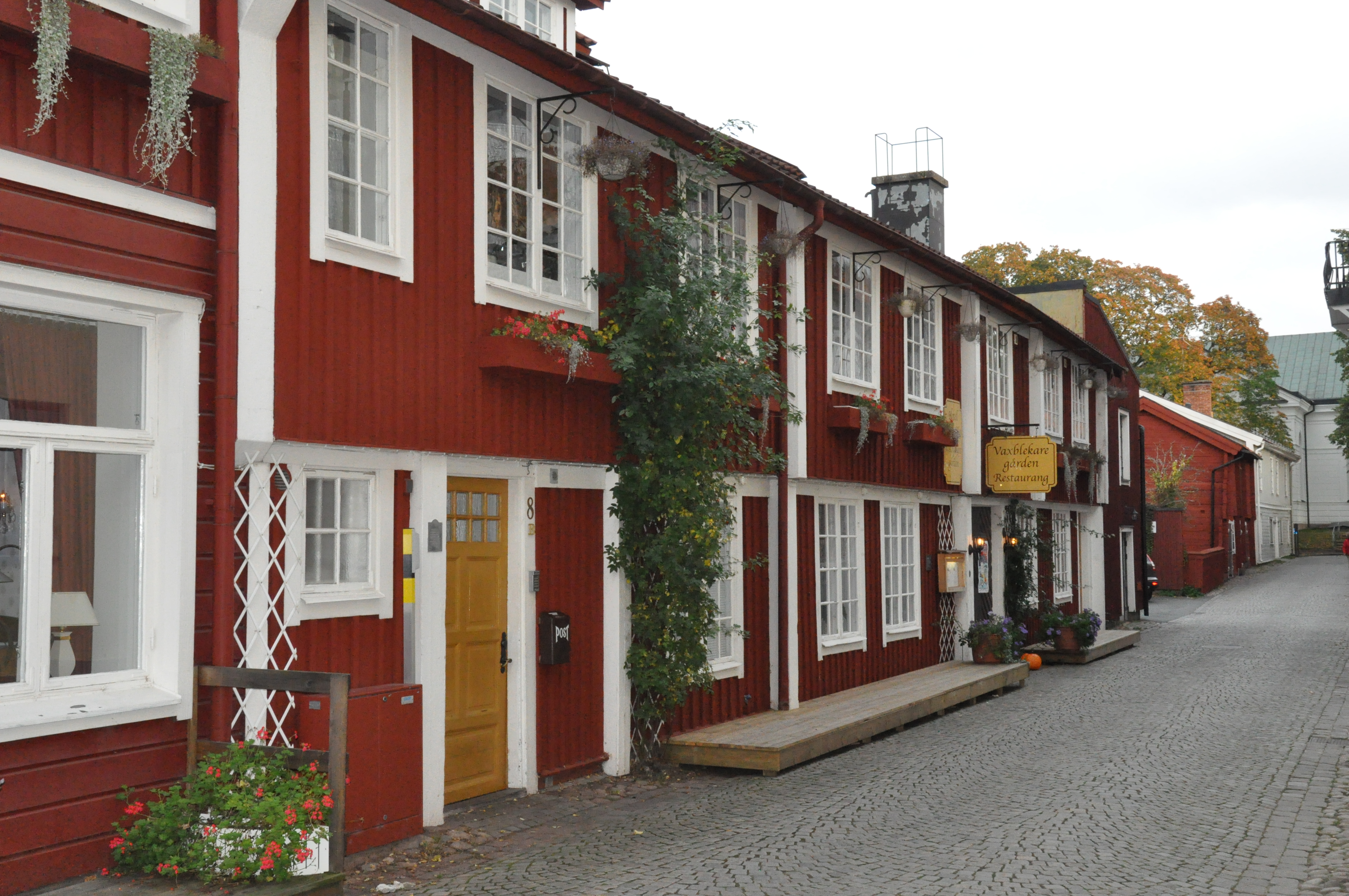
Vaxblekargården vid Arendt Byggmästares gata i Eksjö

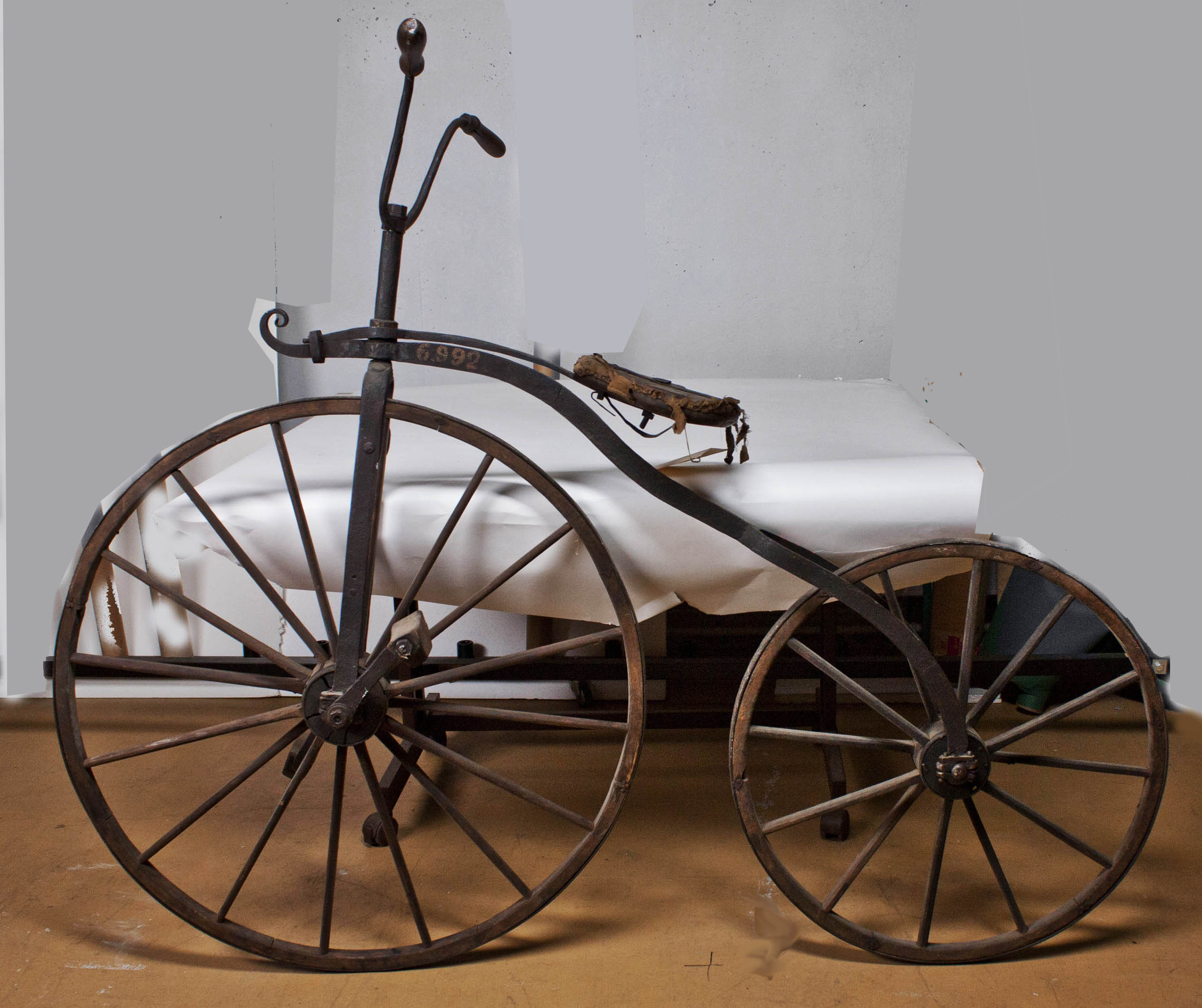
Vrigstadcykeln på Nordiska museet, tillverkad 1867

Fredrik Runstedt, född 1826 i Bromma, död 1899, var en svensk färgerifabrikör.
Fredrik Runstedt var son till Erik Runstedt, som ägde och drev ett vaxblekeri i Eksjö. Han växte upp på Vaxblekargården där. Han grundade Runstedtska färgeriet i Vrigstad 1848, vilket var framgångsrikt. Han var, tillsammans med vagnmakaren Johan Wilhelm Östberg i Stockholm, först i landet med att introducera cyklar med trampor, så kallade benskakare, i slutat av 1860-talet. Runstedt hade läst en tidskriftsartikel från Världsutställningen 1867 i Paris om fransmannen Pierre Michaux patenterade velociped. Vrigstadcykeln tillverkades därefter under några år av vagnmakaren Johan Håkansson och smeden Hans Johan Karlsson på Runstedts initiativ. Den var huvudsakligen av trä.
Fredrik Runstedt tog 1861 initiativ till Vestra Härads Skarpskytteförening. Föreningen bestod av Vrigstads och Svenarums kompanier, och Runstedt var chef för Vrigstadkompaniet. Han arrenderade också av kronan Biskopsbo, som varit boställe for chefen för infanteribataljon Smålands grenadjärkår (I 7). Vid vattenfallet vid Boskvarn anlade han där två vadmalsstampar.
Han gifte sig 1848 med Stina Lovisa Tolf (född 1824). Paret fick ett barn, Fredrique Runstedt (1852-1919), som tog över färgerirörelsen efter faderns död 1899, och också öppnade manufakturaffär i fastigheten. Han hade systrarna Carolina Fogelberg och Emma Sandell, som fortsatte faderns vaxblekeri i Eksjö, och morbror till Hanna Sandell, som flyttade vaxblekeriet till Sävsjö.
Ulla Linder utgav 1913 nyckelromanen Byarydskungen, i vilken Fredrik Runstedt beskrivs som huvudperson.